# Василий Житарев
Василий Житарев е руски футболист и футболен треньор. Той е първият капитан и старши треньор на „Динамо“ (Москва). Има 8 мача и 4 попадения за националния отбор по футбол на Руската империя, с който участва на Олимпиадата през 1912 г. Смятан е за най-добрия футболист в страната в първите години на организирания футбол в Руската империя.
Дългогодишен директор на стадиони и спортни съоръжения в Москва.

## Клубна кариера
Възпитаник е на московския клуб КФС, като играе за тима от 1908 до 1911 г. Утвърждава се като един от водещите футболисти на отбора. През 1911 г. преминава в отбора на ЗКС по покана на един от ръководителите на клуба Николай Гюбиев. Оформя нападателно дуо с Валентин Сисоев, с когото играят заедно и в националния отбор на Руската империя. С тима на ЗКС става двукратен шампион на Москва – през 1914 и 1916 г.
След края на Първата световна война Житарев се завръща в КФС. През 1923 г. КФС е разпуснат поради футболната реформа в СССР. Създаден е ведомственият отбор на милицията Динамо, в който Василий е поканен от бившия вратар Фьодор Чулков. Житарев става първи капитан и треньор на отбора. Първият мач на новия отбор е срещу Красная Пресня, като в 11-ата минута Житарев открива резултата. Срещата завършва при резултат 2:2.
Под ръководството на Житарев Динамо провежда 7 мача в шампионата на Москва, в които записва 2 победи, 1 равенство и 4 загуби. Много от старите футболисти в отбора, включително и играещият треньор, играят прекалено индивидуално и това не довежда до добри резултати за „синьо-белите“. Василий играе за Динамо до 1925 г., записвайки 21 мача и 10 гола във всички турнири.

## Национален отбор
Участва с националния отбор на Руската империя на Олимпийските игри в Стокхолм през 1912 г. Участието на „Сборная“ завършва безславно след загуба от Финландия с 1:2, а Житарев асистира на Василий Бутусов за единственото попадение на отбора. В утешителния мач Русия губи с 0:16 от Германия. Националният отбор се разформирова след избухването на Първата световна война.
Играе за сборния отбор на Москва, с който става шампион на Втората руска олимпиада през 1914 г. През 1920 г. става шампион на РСФСР.

## Игрова характеристика
Житарев играе като ляв халф или ляво крило, умеещо да контролира топката на висока скорост. Благодарение на ниския си ръст притежава изключителна подвижност и техника, а силният удар и с двата крака го прави заплаха за противниковите вратари.

## Успехи
- Победител във Втората руска олимпиада – 1914
- Шампион на Москва – 1914, 1916
- Шампион на РФСФР – 1920
- Футболистът с най-много мачове и попадения за националния отбор на Руската империя